# Starý Rybník
Starý Rybník (německy Altenteich) je vesnice a místní část města Skalná v okres Cheb v Karlovarském kraji. Leží zhruba kilometr jižně od Skalné částečně v mělkém údolí Vonšovského potoka a částečně v rovině. V roce 2011 zde trvale žilo 149 obyvatel.

## Historie

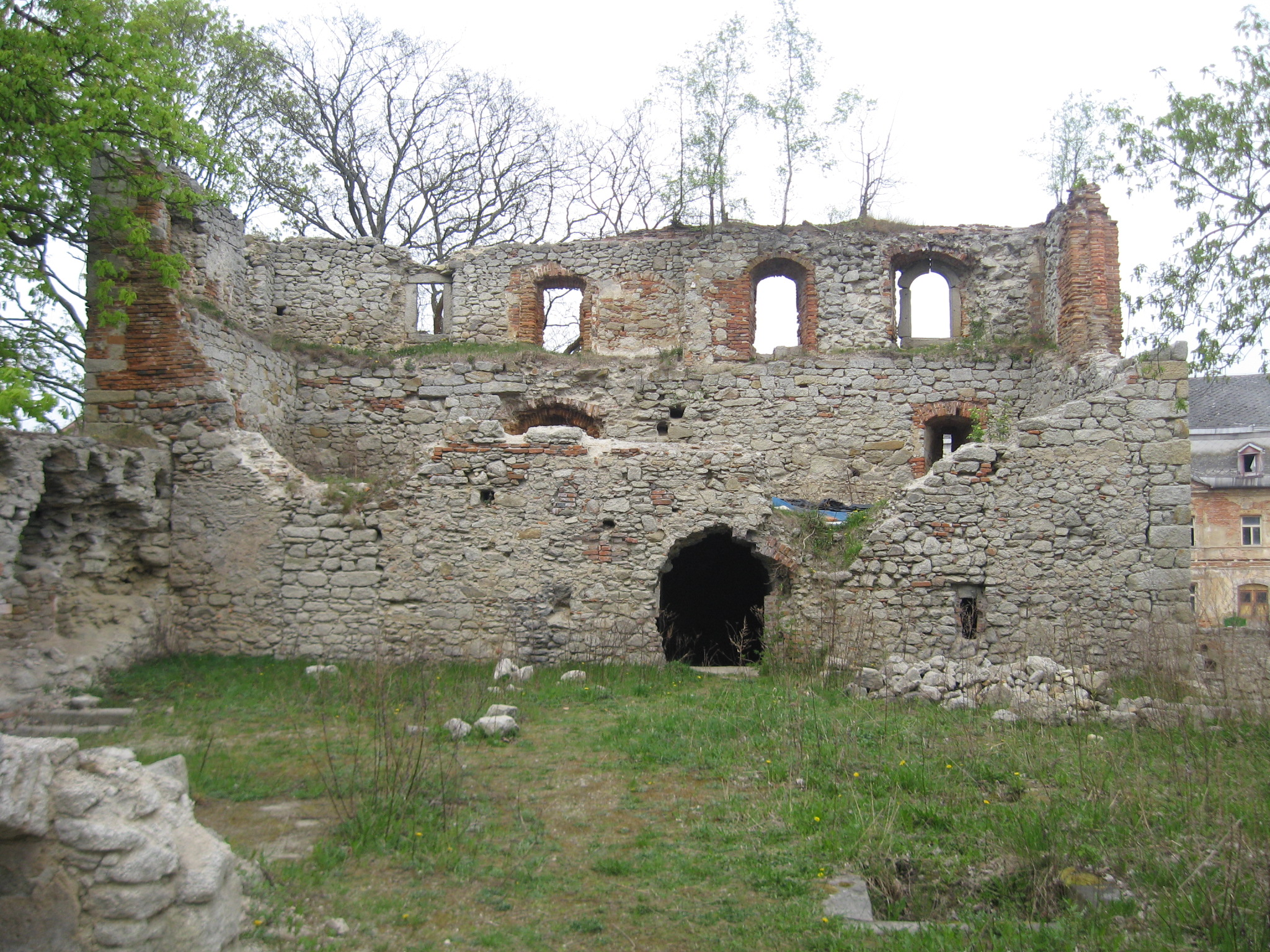
Jižní průčelí severního paláce hradu Starý Rybník

První písemná zmínka o vesnici pochází z roku 1364.

## Obyvatelstvo
Při sčítání lidu v roce 1921 zde žilo 609 obyvatel, z nichž bylo 600 obyvatel německé národnosti, jeden Čechoslovák a osm cizozemců. K římskokatolické církvi se hlásilo 601 obyvatel, osm k evangelické.
| Rok            | 1869 | 1880 | 1890 | 1900 | 1910 | 1921 | 1930 | 1950 | 1961 | 1970 | 1980 | 1991 | 2001 | 2011 | 2021 |
| -------------- | ---- | ---- | ---- | ---- | ---- | ---- | ---- | ---- | ---- | ---- | ---- | ---- | ---- | ---- | ---- |
| Počet obyvatel | 954  | 881  | 886  | 779  | 732  | 609  | 765  | 250  | 230  | 220  | 169  | 139  | 145  | 149  | 160  |
| Počet domů     | 102  | 105  | 105  | 107  | 105  | 104  | 108  | 102  | -    | 51   | 47   | 46   | 49   | 54   | 57   |

## Obecní správa
Při sčítání lidu v letech 1850–1879 Starý Rybník byl osadou města Skalná v okrese Cheb. V letech 1880–1953 byl samostatnou obcí v okrese Cheb. Od roku 1954 je opět částí města Skalná v okrese Cheb.

## Doprava
Starým Rybníkem prochází silnice II/213 (Libá–Skalná–Luby). Nejbližší železniční stanice je ve Skalné (trať 146). Do sousední Skalné byla vybudována cyklistická a pěší stezka.

## Příroda a pamětihodnosti
Název daly této osadě tři rybníky uspořádané za sebou a oddělené pouze hrázemi: Nový, Čistý a Mlýnský. Mezi Čistým a Mlýnským se nachází zřícenina hradu Starý Rybník ze 14. století a tzv. nového zámku z 18. století. Další pamětihodností je kaplička svaté Marie. V okolí zámku lze spatřit několik „chebských hrázděnek“.